# メリナ王国

イメリナ王国
Fanjakan'Imerina (マダガスカル語)

国の標語: Tsy adidiko izaho samy irery, fa adidiko izaho sy ianao（マダガスカル語）
それは私の義務だけではなく、あなたと私の義務です国歌: Andriamanitra ô! Tahionao ny Mpanjakanay（マダガスカル語）
神よ、私たちの女王を祝福してください
 
マダガスカル島統一後のメリナ王国の位置

1. 

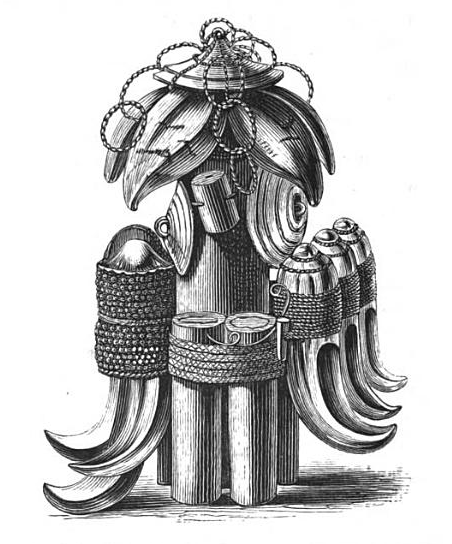
メリナの王権の象徴であったサムピと呼ばれるタリスマン。熱烈なキリスト教徒であったラナヴァルナ2世は、女王位に就くと同時にサムピを焼却してしまった。

メリナ王国（メリナおうこく、マダガスカル語: Fanjakan'Imerina）は、16世紀ごろに成立し、19世紀末にフランス植民地帝国に併合される形で消滅したマダガスカルの内陸、中央高地の君主制国家である。イメリナ王国ともいう。19世紀前半にはメリナ王が対外的に「マダガスカル王」と呼ばれたためマダガスカル王国と呼ばれる場合がある。

## 地理
メリナ王国が成立したマダガスカル島の中央高地は、島の脊梁山脈の西側斜面、標高800から1800メートルに位置し、低緯度の割には気温が低めで雨季と乾季が交替するモンスーン気候である:28-32。地質学的に中央高地の景観を描写すると、先カンブリア時代に形成された岩盤、マダガスカル・プレートが侵食されたことにより形成された、なだらかな丘と雨裂谷（ラヴァカ）からなる地形が見渡す限り続く、といった景観である:23-27。

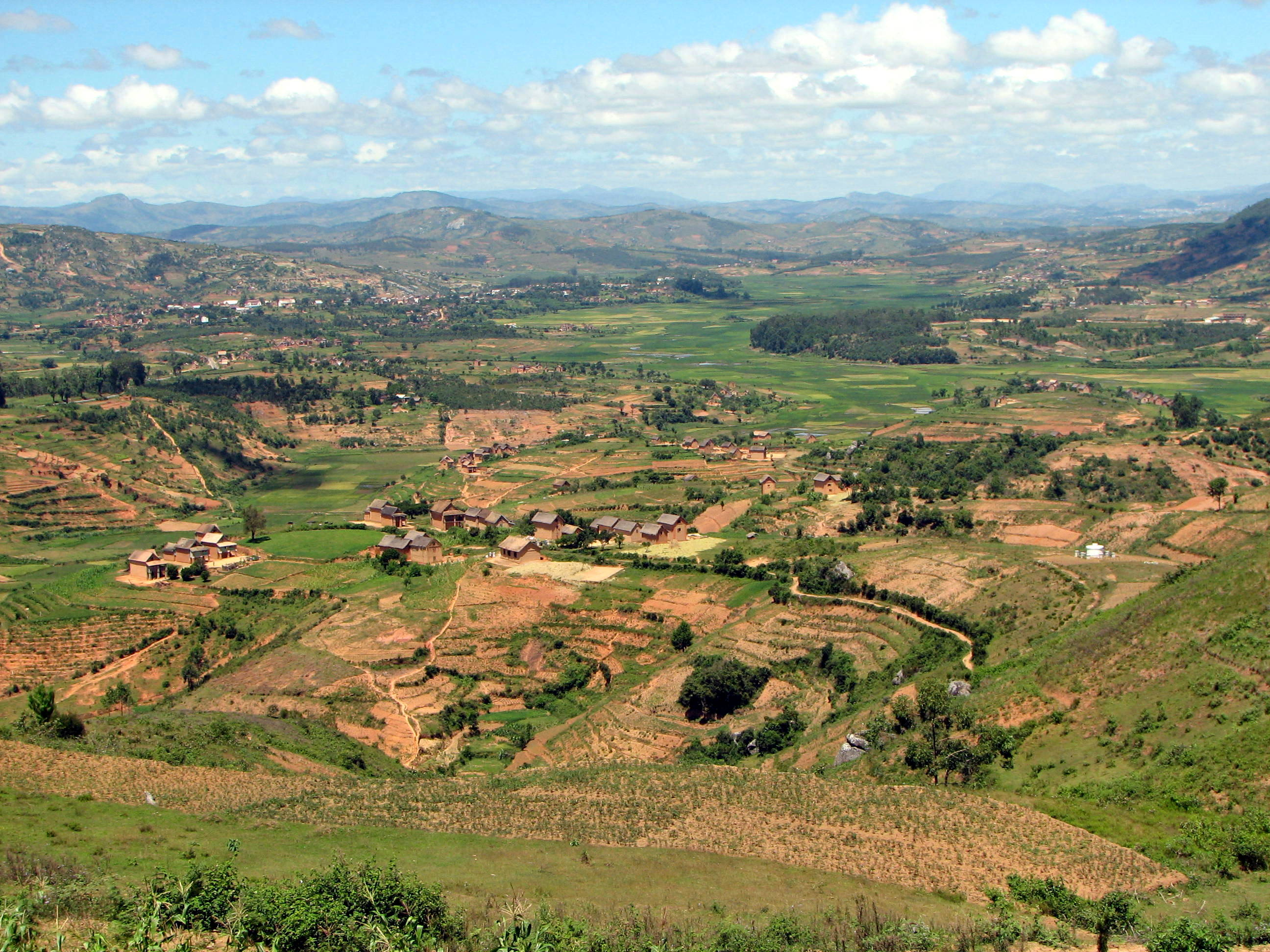
マダガスカル中央高地の景観

先史時代にはこうした地形が、さらに森林で覆われていたものと推定されている。マダガスカル島はユーラシア大陸などと比較して生物相が特殊であり、食用になる野性の植物や動物が極端に少ない。島の最深部である中央高地における国家形成は比較的遅い。最初に中央高地にやってきた人類は、マダガスカルの民話に登場する「ヴァジンバ」と呼ばれる人々と推定されている。ヴァジンバは背が低く毛むくじゃらであったなどと森の精霊のように語られるが、歴史学上はメリナ人やベツレウ人に先行して中央高地の森林へ到達したオーストロネシア系の狩猟採集民と考えられている。
のちに「メリナ」へと統合される人々が、水田耕作の技術を携えて中央高地北部へ移住してきたのは、15世紀ごろと推定されている。彼らは丘の下の森を切り拓いて水田を作り、水田の周りに住居を配置した。高低落差の激しい場所には棚田が作られることもあった。こうした水田耕作に依拠した暮らしを営む人々は「フク」（foko）という村落共同体を形成した。フクの中には、分化した社会階層を備え、丘の上に「ルヴァ」と呼ばれる城を築いて他の村落や森に住む人々との争いに備えるところも現れ始めた。

## 歴史

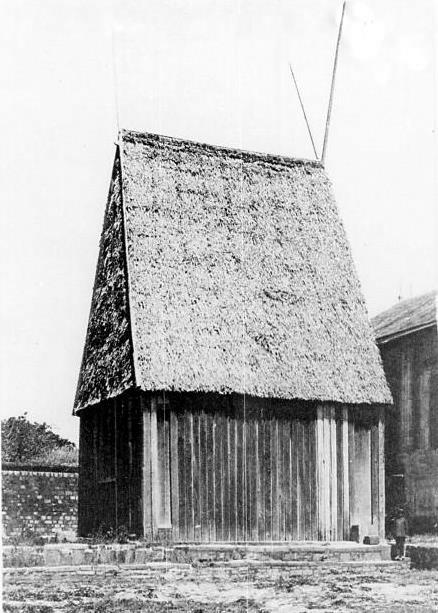
メリナの伝統的な建築様式で建てられた家屋

### 19世紀まで
19世紀後半に口頭伝承を書き留めて作られた年代記によると、天から降りてきた神、アンヂアネリネリナがメリナ王国の始祖である。同年代記では、その孫、アンヂアナンプンガ1世が初代メリナ王とされる。アンヂアナンプンガ1世から7世代ほど下った16世紀にアンヂアマネルが現れる。アンヂアマネル以後は、伝承された系図が複雑化・具体化し、実在の人物とみられる。1537年又は1540年ごろに母から王権を受け継いだアンヂアマネルを初代メリナ王と捉えることが多い:238:7。
アンヂアマネルは人々に農耕を教え、その息子ラランブは暦を作ったとされ、いわゆる「文化英雄」である。これらの王の時代から水田耕作を生業とするメリナ人が、周囲に広がる森に住む民ヴァジンバを同化してメリナに取り込むか、或いはさらに森の奥へ追いやるかして、その勢力範囲を広げた:238。上記年代記ではアンヂアマネルの母ラフヒがアンヂアナンプンガからの王統を受け継ぐ者であり「メリナ」であるとされるが、実際には「ヴァジンバ」の女王であったと見られる:238。アンヂアマネルはまた、アラスラ（Alasora）の丘の上にメリナ王国の歴史上はじめてのルヴァを築いた:244-245。
アンヂアマネルの4世孫、17世紀後半から18世紀初頭ごろの王アンヂアマシナヴァルナはヴァジンバとの争いに勝ってアンブヒマンガの丘を手に入れた:145。アンヂアマシナヴァルナは新しい領地の統治を自治に任せず直接行い、中央高地北部の水田耕作民は統合された。アンヂアマネルからアンヂアマシナヴァルナまでの王が統治した領土がおおむねメリナ人の故地（ホームランド）とされ、「メリナ地方」又は「イメリナ地方」と呼ばれる。また、この頃までにルヴァが建てられた12の丘が聖地とみなされた（イメリナの12の聖なる丘）:244-245。
しかしメリナ王国はその後、アンヂアマシナヴァルナの後継者争いにより分裂した。18世紀末、分裂した小王国のうちアンタナナリヴを中心とした王国にアンヂアナンプイニメリナが現れ、メリナを統一する:9。次代のラダマ1世は北東部沿岸の港、トゥアマシナを手に入れるなど、メリナ王国の支配圏を大いに拡張した:10-11。

### 19世紀前半
19世紀後半に口頭伝承を纏める形でカトリック神父により書かれた『マダガスカル貴族の歴史』は、18世紀末から19世紀初頭にかけてメリナを治めたアンヂアナンプイニメリナ王の治世を理想とし、称揚することを目的として書かれている。アンヂアナンプイニメリナは人々を動員して灌漑を行い、沼沢地を水田に変えた。21世紀の現代まで続くアンタナナリヴ名物、金曜市（ズマの市）を慣例化させたのもアンヂアナンプイニメリナである。
アンヂアナンプイニメリナは1820年に亡くなるが、息を引き取るときに「海こそが我が水田の境なり」と言ったとされる。ここで言う「水田」は領土の意味で、要するに「マダガスカル島の全土をメリナ王国の領土とせよ」という意味である。息子のラダマ1世は遺言に従い、前王の治世下で増強された国力を引き継いでメリナの版図拡張に取り組んだ。
ラダマ1世の征服事業にはイギリスが大きく関わった。当時のインド洋の島々は、オランダ、フランス、イギリスが覇権を争い、各国は根拠地とコロニー作りにしのぎを削っていた:119-122。この状況下でフランスが地元の首長からサント・マリー島を取得した。イギリス領モーリシャスの総督、ファーカーはフランスに対抗するため、当時中央高地で国力の伸張が著しいメリナ王国を援助することにした:119-122。第三次マラーター戦争（1817-1818）、第一次英緬戦争（1824-1826）を戦っていたイギリスにマダガスカルに割ける余力はなかった。ファーカーはラダマ1世に「マダガスカル王」の称号を公式に認めた:119-122。
ラダマ1世はファーカーから武器と弾薬の提供を受け、軍事教練も受け入れた:119-122。さらに、ロンドン宣教会の布教を許し、宣教会による学校の設立も許可した:119-122。ラテン・アルファベットによるマダガスカル語表記の導入も行った:119-122。メリナ王国はラダマ1世が王位にあった8年間で、フランスが保護国化を目論んでいた西海岸のサカラヴァの諸王国を含むマダガスカル島全体の3分の2程度にまで、その版図を大きく拡大した:119-122。
ラダマ1世は慢性的な酒の飲みすぎが原因で世を去ったと言われている:42。彼の第一夫人が女王ラナヴァルナ1世として即位した:45。ラナヴァルナ1世に対する同時代のヨーロッパ人の評判はよくない。理由は彼女がキリスト教の布教を禁じ、領内にいたほとんどの西洋人を追放したためである:61,74。その一方で、ジャン・ラボルドのように宮廷に残ることを許された西洋人は事実として存在し、1836年にはイギリスに外交使節も送っている。女王の30年余りの治世は、イギリスとフランスの間でマダガスカルの主権を保つための苦闘の連続であった。女王の人となりはサヴィカ（ゼブの闘牛）を好み、晩年はたびたび輿に乗って野原へ出かけ、庶民に混じって闘牛を見物したという。なお、通説では、ラダマ1世は開明的で進歩的であったのに対し、ラナヴァルナ1世は保守的で頑迷な君主であったと理解されてきたが、ラダマは1825年の時点で既に、イギリスとの同盟が実利を生まず、イギリス帝国主義がメリナ王国をモーリシャス総督の劣位において支配下に置こうとしていることに気づき、アウタルキーを志向する政策の転換を行い、ラナヴァルナはラダマの方針を引き継いだだけという説も提出されている。

### 19世紀後半

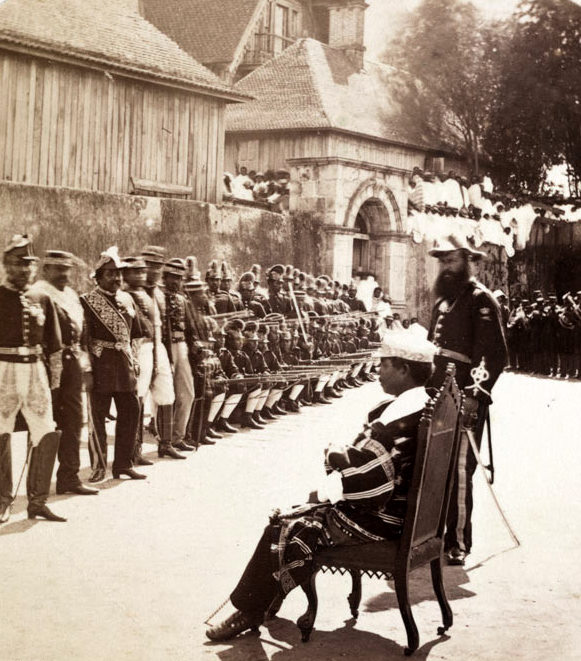
閲兵するライニライアリヴニ首相

ラナヴァルナ1世女王の晩年、メリナ王国の歴史は転機を迎える。ラダマ1世の頃に設立されたロンドン宣教会の学校で学んだフヴァ（自由民、平民）エリートが、サカラヴァやアンタイムルなどへ繰り返された外征の中で軍功を立てるようになった。1852年に首相に指名されたライニヴニナヒチニウニと、その弟の軍司令官ライニライアリヴニはそのような経歴で政治の中心的人物になった。
1861年にラナヴァルナ1世が亡くなると、晩年の女王を補佐していた息子のラクトゥ王子がラダマ2世として即位した:87,99。ラダマ2世は「メナマソ menamaso」あるいは「赤目」という自分の取り巻きたちと常に一緒に行動し、1863年5月に争いごとを解決するのに「決闘」を用いることを法制化しようとした:101-103。ライニヴニナヒチニウニ首相が金曜市でのその法律の発布をためらっているうちに、ライニライアリヴニに率いられた軍隊が宮殿を包囲し、11人の「赤目」たちの引き渡しを王に要求。しかし引き渡された「赤目」たちは全て殺害されたうえ、その後貴族層の軍士官らのグループが宮殿に押し入ってラダマ2世を絞首により暗殺した:105。ラダマ2世暗殺後、君主位はラダマ2世の王妃だったラスヘリナ、ラナヴァルナ2世、ラナヴァルナ3世と、いずれも女性が継承し、兄の後を継いだライニライアリヴニ首相と名目上の婚姻をした:123-127。首相は夫として君主を補佐する形式で王国運営の実質的な実務を行った:123-127。ラナヴァルナ2世は家庭教師だった宣教師の影響でプロテスタントに改宗し、宮廷のレガリア・サムピを焼き捨てるなどキリスト教化を強引に進め、森林保護のため焼き畑や炭焼き、木造家屋の建設を禁止し、レンガ造りの建築を推進するなど従来の体制を大きく変革した。
ラダマ2世は王子時代に、フランスの商人ランベールに対してマダガスカルにおける権益を認める特許を発行していた。メリナ王国は1863年にロンドンとパリへ使節を送り、多額の補償金を支払って不平等な特許を取り消した。しかしフランスは、「ラボルドの遺産問題」などを口実にメリナ王国への圧力を強めた。1860年代から1880年代のメリナ王国は、ライニライアリヴニ首相のイニシアチブの下、殖産興業と富国強兵に努め、外交によりイギリスとフランスを競合させることにより主権を保つことに腐心した:123-127。しかしながら、イギリスにとって、スエズ運河開通後のマダガスカルの戦略的重要性は年々低下していった。
1883年にフランスはマダガスカルに遠征を行う。戦闘はほとんど行われないまま戦争は終結し、メリナ王国は島の最北端ディエゴ・スアレスを割譲した。この時点でフランスは、イギリスとの対立を避けるためメリナ王国を保護領化することについて明言しなかったが、イギリスは最終的にメリナ王国を裏切った。イギリスは1890年にザンジバルを保護領化することをフランスに認めさせるのと引き換えに、マダガスカルに対するフランスの権益を認めた（ザンジバル協定）。
1892年にフランスはマダガスカルの保護領化をメリナ王国側に通告する。ライニライアリヴニはイギリス人の軍事顧問をヨーロッパに派遣して兵器の買い付けを行い、抵抗しようとしたが、フランスの侵攻を食い止めることはできなかった。フランスは、1893年にメリナ王国との外交関係を遮断、1894年に宣戦布告した:128-133。1895年10月にアンタナナリヴを占領、保護領化を認める条約をラナヴァルナ3世に調印させ、フランス保護領マダガスカルが成立した:128-133。1896年8月6日にマダガスカルの併合を宣言し、メリナ王国は領土を喪失した:128-133。ライニライアリヴニはアルジェヘ追放され、同年没した。
ラナヴァルナ3世は親族と共にレユニオン、そしてアルジェへ追放され、1917年5月23日にアルジェで死去した。姪のラザフィナンドリアマニトラ、彼女の娘のマリー・ルイーズが王位請求者となったが、マリー・ルイーズはカトリックに改宗し、看護婦となって子供を残さないまま1948年にフランスで亡くなったため、メリナ王家は完全に断絶した。

## 社会
メリナ王国の社会的構造は、アンヂアナと呼ばれる貴族、フヴァと呼ばれる自由民、アンデヴと呼ばれる隷属民の三層構造を基本としていた。アンヂアナという貴族階級は、アンヂアマネルが社会を秩序付けるために設けたといわれている:143。アンヂアマネルの父はマネル（Manelo）という名前であり、フヴァであった:238。父の名前に「高貴な」を意味するアンヂアン（Andrian）を付加したのがアンヂアマネルの名前である:238。ラランブはアンヂアナ階級を4つにランク分けした:141-142。
のちにアンヂアナンプイニメリナは、アンヂアナ階級をさらに6つに分ける再編を行った:473。また、アンヂアナであることを示す猛禽類の標章を家の入口に飾る特権など、アンヂアナの各種特権と義務を定めた:473。さらに、氏族や家族の紐帯を強めるために資源を均等に配分することを推奨し、家族墓を設けて家族の成員がみな同じ墓に入るといった葬制を整えた:204。
メリナ王国の経済は、もっぱら水田耕作に依存していた。